# Parsa Pirouzfar
Parsa Pirouzfar (en persan : پارسا پیروزفر), est un acteur, metteur en scène de théâtre, dramaturge, traducteur et peintre iranien, né le 13 septembre 1972 à Téhéran.

## Biographie
Parsa Pirouzfar est né le 13 septembre 1972 à Téhéran. De 1984 à 1990, alors écolier, il a créé des bandes dessinées sans les publier[réf. nécessaire]. Il a obtenu son diplôme d'études secondaires en 1990, après avoir fait des études en mathématique et en physique. Il a commencé sa formation académique en peinture en 1991, au sein de la faculté des beaux-arts de l'université de Téhéran. Parallèlement, il a commencé à jouer sur scène.
De 1993 à 1997, Parsa Pirouzfar a travaillé comme acteur de voix off, puis, en 1994, il a fait ses débuts au cinéma en jouant un rôle dans Pari de Dariush Mehrjui. La même année, il a assisté aux cours de théâtre de Mahin Oskouei sur la méthode Stanislavsky et, en 1995, Il a suivi des cours à l'institut d'art dramatique Samandarian, sous la direction du metteur en scène de théâtre et traducteur iranien Hamid Samandarian. Il fait ses débuts au théâtre la même année. Il a joué dans Les Misérables, pièce dirigée par Behrouz Gharibpour, metteur en scène de théâtre iranien et pionnier du théâtre de marionnettes traditionnel persan, et a joué le rôle de Marius Pontmercy. Bien qu'impliqué dans le théâtre, il étudiait la peinture à l'université de Téhéran. Après avoir obtenu un baccalauréat en peinture en 1997, il a joué le rôle de Hikaro dans The Lady Aoi de Yukio Mishima, dirigé par Bahram Beyzaie, scénariste, écrivain, réalisateur iranien. Hikaro était sa deuxième rôle officiel sur la scène de théâtre. Pour sa première mise en scène, Parsa Pirouzfar a dirigé la pièce « Art » de Yasmina Reza en 1997. En tant que pédagogue, il a donné des cours d'art dramatique à l'Institut des arts et de la culture Karnameh ainsi qu'à l'Université Allameh Tabataba'i en 2004 et 2005 et également à l'école de cinéma Hilaj en 2007, 2010 et 2011. Depuis l'obtention de son diplôme, Parsa Pirouzfar a également été impliqué périodiquement dans la sculpture, le graphisme et la réalisation de teasers. Pour sa deuxième mise en scène, il a dirigé la pièce de David Mamet, Glengarry Glen Ross, en 2011.  Il a également joué le rôle de Richard Roma dans la production théâtrale Glengarry Glen Ross. En 2012, il a de nouveau choisi une autre pièce de théâtre de Yasmina Reza, Le Dieu du carnage.
La pièce de théâtre Stones In His Pocket de Marie Jones, en 2013, était sa première représentation dans laquelle il était non seulement réalisateur et acteur de près de dix rôles, mais également traducteur. Il a également traduit, dirigé et joué Out at Sea, la pièce de Sławomir Mrożek, en 2014. En 2015, il a dirigé la pièce de théâtre Matriochka, un one-man-show en langue persane, basée sur une sélection de nouvelles d'Anton Tchekhov, traduites, écrites et dirigées par lui. La pièce Jour d'été de Sławomir Mrożek, traduite par Parsa Pirouzfar et Sepideh Khosrowja, a été dirigée en juin 2018. Parsa Pirouzfar a traduit La Visite de la vieille dame de Friedrich Dürrenmatt En 2018. À l'occasion de cette septième mise en scène de théâtre, il dirige plus de trente acteurs et actrices.
Parsa Pirouzfar est un membre fondateur de l'Association des acteurs du théâtre iranien, de Khaneh Cinema (Alliance iranienne des guildes de films), de l'Association des acteurs du cinéma iranien (IFAA) et du Theatre Forum.

## Matriochka (théâtre)
En 2015, Parsa Pirouzfar a dirigé la pièce de théâtre Matriochka, une pièce pour seul en scène en langue persane basée sur une sélection de nouvelles d'Anton Tchekhov, traduites, écrites et dirigées par Parsa Pirouzfar. Matriochka a été présentée pour la première fois le 13 septembre 2015 au Theatre West à Los Angeles. La pièce comprend plus de 30 personnages, tous interprétés par la[pas clair] dramaturge et metteur en scène Parsa Pirouzfar dans sa production théâtrale. La pièce a ensuite été présentée pendant deux ans dans les villes américaines de Los Angeles, San Diego et Berkeley, ainsi qu'à Toronto, Vancouver et Montréal au Canada en 2015 et 2016 ; et finalement, après de multiples représentations en raison de son immense popularité, a terminé sa mise en scène à Téhéran en Iran en 2017,,,,,.
Matriochka était particulièrement important pour la carrière de Parsa Pirouzfar. Sa performance unique, où il a joué plus de 30 personnages de la pièce à lui tout seul était incroyablement emblématique. Matriochka a décerné à Parsa Pirouzfar le prix de la statue d'or du meilleur acteur à la 35e célébration du Festival International de Théâtre Fajr annuel à Téhéran (Iran) en 2017.

## Enseignement
Parsa Pirouzfar a enseigné son art dans plusieurs ateliers indépendants et cours de théâtre,, tels que Hilaj école de cinéma (007, 2010 et 2011), les classes parascolaires de l'université Allameh Tabatabaie (2004-2005) et l'Institut des arts et de la culture de Karnameh (2004-2005).

## Filmographie

### Cinéma
- 1994 : Pari[12]
- 1995 : Banquet (Ziafat)[13]
- 1997 : Mercedes[14]
- 1998 : Sheida[15]
- 1999 : Les filles de l' attente (Dokhtarane entezar)[16]
- 1999 : Manifestation (Eteraz)[17]
- 2000 : La fille - appelée Tondar (dokhtari be name tondar)[18]
- 2002 : Le temps de la récolte des noix (Vaghte chidane gerduha)[19]
- 2002 : La mariée chanceuse (Aroose khoshghadam)[20]
- 2003 : L'invité de Maman (Mehmane maman)
- 2003 : Larme du froid (Ashke sarma)[21]
- 2004 : Masque (Neghab)[22]
- 2004 : La femme indésirable (Zane ziadi)[23]
- 2008 : Le jour passe et la nuit vient (Shabanerooz)[24]
- 2010 : Les chevaux sont nobles (Asb heyvane najibist)[25]
- 2011: Ici sans moi (Inja bedoone man)
- 2014 : La vie est ailleurs (Zendegi jaye digarist)[26]
- 2015 : Plus près (Nazdiktar)[27]
- 2016 : L'écart (Shekaf)[28]
- 2018 : Engourdissement (Bi hesi mouze'ei)
- 2019 : On doit (Majbourim)

### Télévision
- 1994-1995 : Sous votre abri  (Dar panahe to)[29],[30]
- 1997-1998 : Dans mon cœur (Dar ghalbe man)[31],[32]
- 2001-2002 : Le voyage vert (safare sabz)[33],[34]
- 2005-2009 : Dans l'œil du vent (dar chashme baad)[35],[36],[37],[38]

## Théâtre
- 1995-1997 : Les Misérables
- 1998 : The Lady Aoi (Bahram Beyzai production)
- 2001 : Art
- 2011 : Glengarry Glen Ross
- 2012 : Le Dieu du carnage
- 2013 : Stones In His Pockets
- 2014 : Out At Sea
- 2015-2017 : Matriochka
- 2018 : Jour d'été[39]
- 2018-2019 : Les Misérables (musical)[40]
- 2019 : La Visite[41]

## Récompenses

### Prix
- Le 35e festival international du théâtre Fajr, 2017
- Prix du meilleur acteur pour Matriochka[8],[42]
- Jaam-e-jam International TV Network, 2010
- prix du meilleur acteur du public dans Dans l'œil du vent
- Le 15e festival de Chine 'Coq d'or & Prix des Cent Fleurs', 2006
- L'exposition internationale du film Coq d'or, prix du meilleur acteur étranger par le public dans Larme du froid
- Le 7e festival de Delhi Festival du cinéma asiatique de Cinefan d'Osian[43],[44], Delhi 2005
- Compétition asiatique, prix dumeilleur acteur dans Larme du froid
- La 8e célébration du Khaneh Cinema[45], 2004
- Meilleur acteur dans un second rôle dans L'invité de Maman

### Nominations
- 1999 : célébration du Khaneh Cinema, meilleur acteur pour Sheida
- 2000 : célébration du Khaneh Cinema, meilleur acteur pour Manifestation
- 2004 : célébration du Khaneh Cinema, meilleur acteur pour Larme du froid
- 2004 : Festival international du film Fajr, meilleur acteur dans un second rôle pour L'invité de Maman